# Johannes Martens
Johannes Martens (* 1. Mai 1844 in Oldesloe; † 12. Mai 1892 in Blasewitz) war ein deutscher Sänger (Heldentenor).

## Leben und Wirken
Nach dem Schulbesuch absolvierte er eine Gesangsausbildung. Als Heldentenor hatte er Engagements in Mainz, Mannheim, Prag, Zürich, Königsberg in Preußen, Stuttgart, Rotterdam, Bremen, Düsseldorf und zuletzt in Olmütz in Österreich-Ungarn. In einem Villenvorort von Dresden setzte er sich zur Ruhe, wo er mit 48 Jahren starb.